# Mimodactylus
Mimodactylus es un género de pterosaurio pterodactiloide mimodactílido que vivió en el Cretácico Tardío en lo que ahora es el Líbano.

## Descubrimiento y nomenclatura

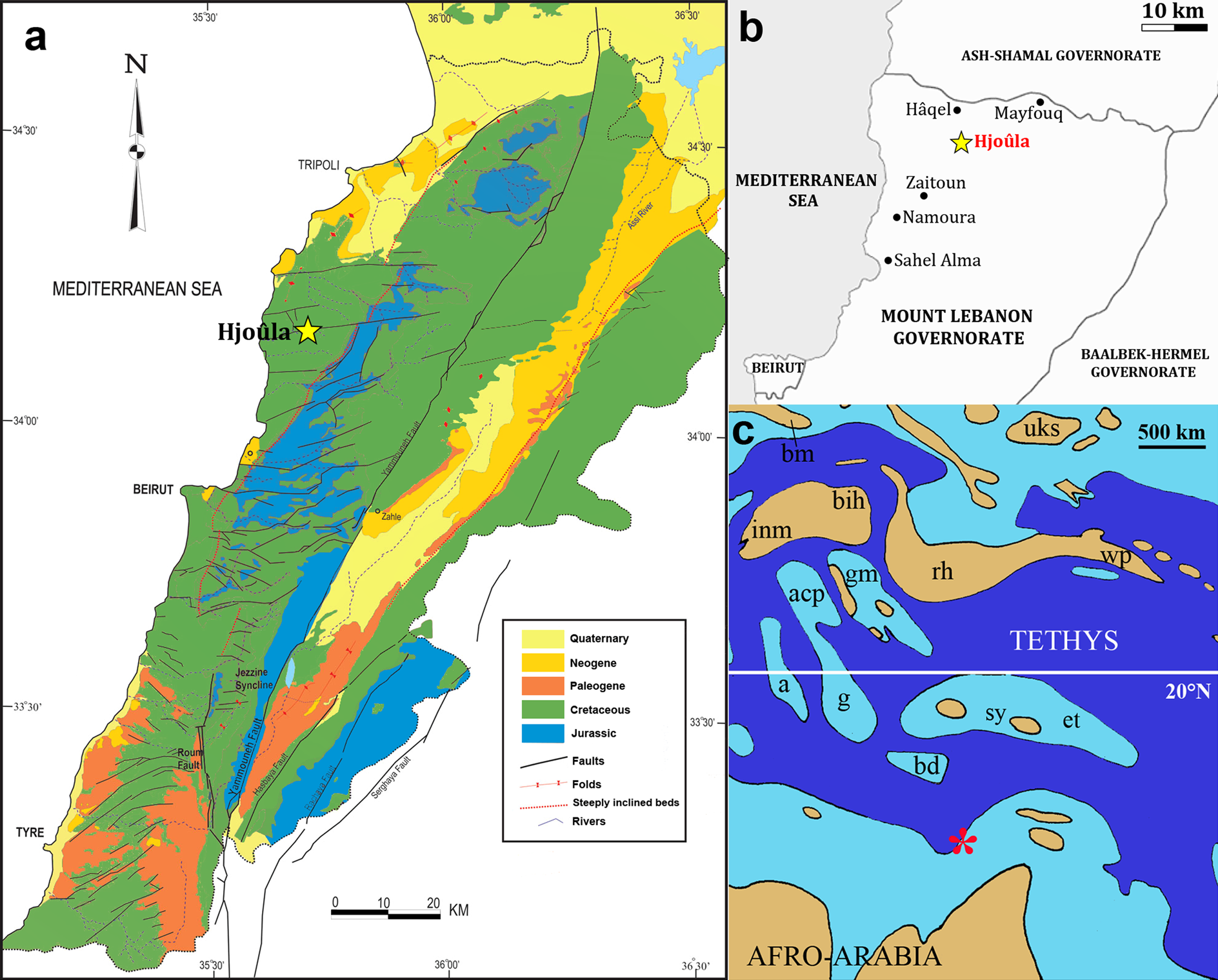
Mapa de localización

En la Lagerstätte de Hjoula, a diez kilómetros tierra adentro del puerto de Byblos, los cazadores de fósiles comerciales hacen descubrimientos importantes con regularidad. Un benefactor anónimo adquirió un esqueleto de pterosaurio raro y lo donó al Museo de Minerales en Beirut, parte de la Universidad de San José de Beirut. Fue preparado en Canadá por Luke Allan Lindoe, un técnico de la Universidad de Alberta. Desde 2017, el museo exhibe dos modelos de tamaño natural del animal, uno de pie, el otro volando y un holograma. 
En 2019, la especie tipo Mimodactylus libanensis fue nombrada y descrita por Alexander Wilhelm Armin Kellner, Michael Wayne Caldwell, Borja Holgado, Fabio Marco Dalla Vecchia, Roy Nohra, Juliana Manso Sayão y Philip John Currie. El nombre del género combina una referencia al MIM, el acrónimo habitual del museo, con un griego δάκτυλος, daktylos, "dedo". El nombre también pretendía honrar al filántropo. El nombre específico se refiere a la procedencia del Líbano.
El holotipo, MIM F1, fue excavado en un depósito marino de la Formación Sannine que data del Cenomaniense, de unos 95 millones de años. Las capas se depositaron frente a la costa de la placa afroárabe, en el sur del Océano Tetis. Consiste en un esqueleto relativamente completo con cráneo y mandíbulas inferiores. Carece de algunas vértebras y algunos elementos pélvicos. El esqueleto está en gran parte articulado y en parte conservado tridimensionalmente, pero la parte posterior del cráneo está fuertemente comprimida. Es un individuo juvenil. Representa el esqueleto de pterosaurio más completo jamás encontrado en la placa afroárabe. La Universidad de Alberta realizó un reparto, con el número de inventario MN 7216-V.

## Descripción

### Tamaño y rasgos distintivos

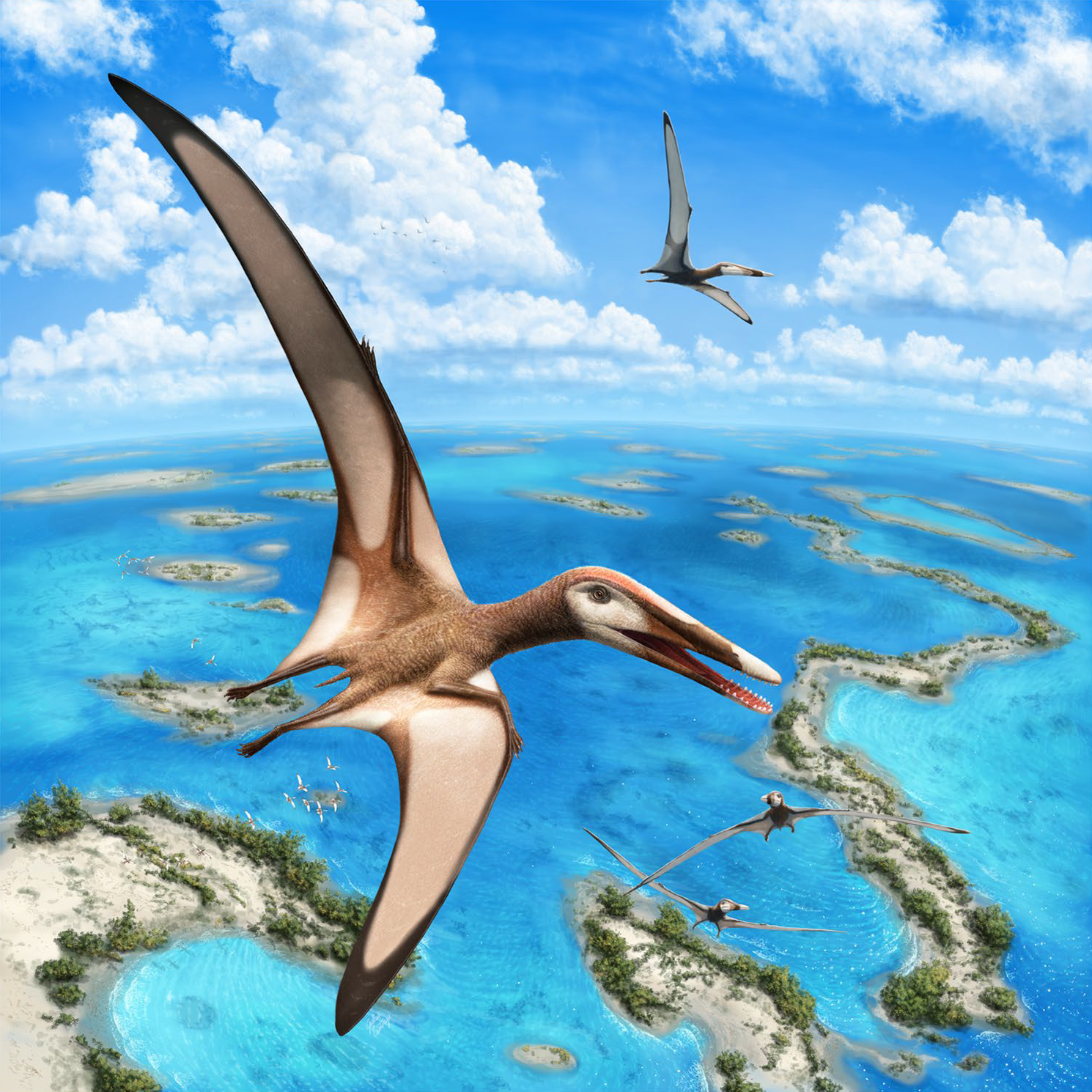
Reconstrucción en vida por Julius Csotonyi

El holotipo de Mimodactylus tiene una envergadura de 132 centímetros, pero el ejemplar estaba lejos de estar completamente desarrollado.
Los autores descriptores identificaron algunos rasgos distintivos. Dos de estos son autapomorfías, caracteres derivados únicos. El húmero tiene una cresta deltopectoral rectangular. El húmero tiene menos de la mitad de la longitud de la segunda falange del cuarto dedo (ala).
Además, los fósiles muestran una combinación de rasgos que es única para la superfamilia Ornithocheiroidea. El paladar tiene una cresta distinta. Las mandíbulas superiores tienen cada una once dientes y las mandíbulas inferiores diez. El omóplato es algo más largo que el coracoides. El húmero es 30% más largo que el fémur. La cresta deltopectoral cubre el 40% de la longitud del eje del húmero.
Del Lagerstätte de Hjoûla se conocen otros dos especímenes de pterosaurios. Uno de ellos es el holotipo de Microtuban, el otro es el espécimen MSNM V 3881. Según los autores descriptores, ambos diferían claramente en proporciones del holotipo Mimodactylus, lo que demuestra que representaban diferentes taxones.

### Esqueleto

#### Cráneo

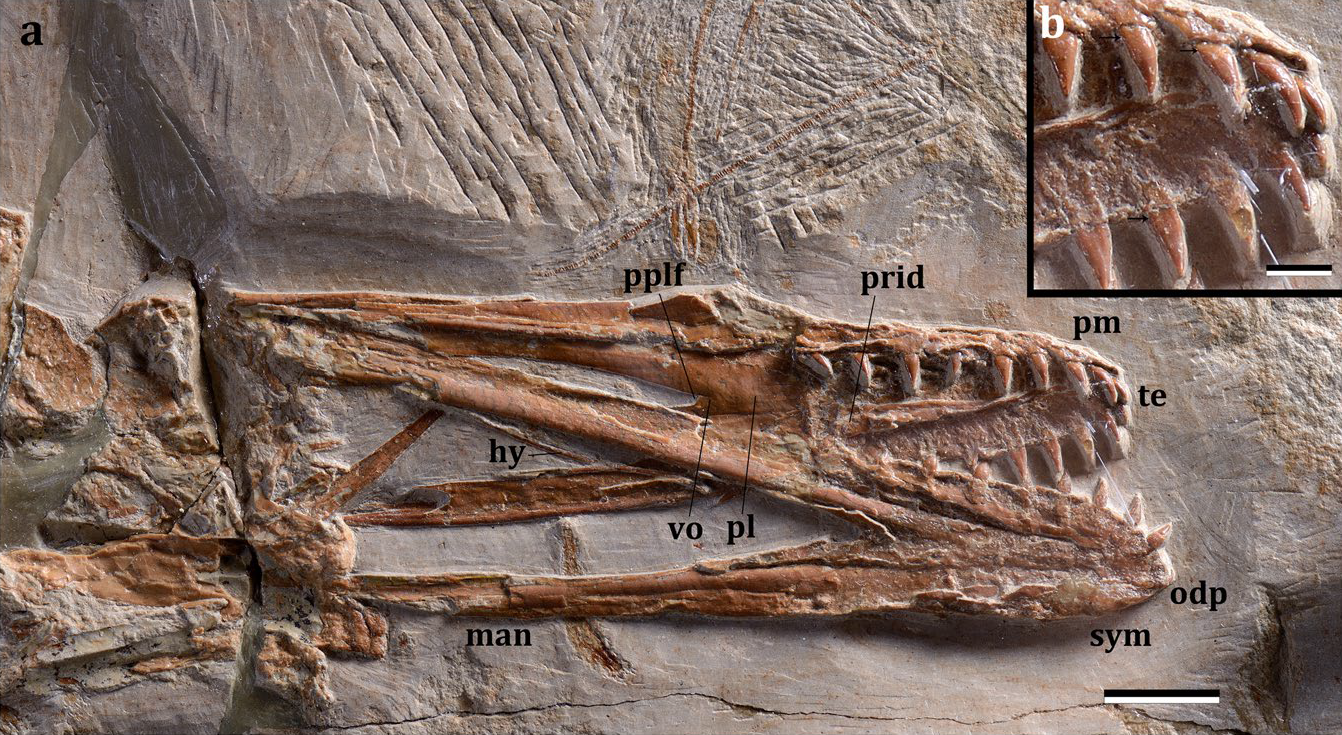
Cráneo

El hocico de Mimodactylus es ancho pero no redondeado al frente, terminando en una punta puntiaguda. La mandíbula superior tiene once dientes. Estos son de alguna manera aplanados transversalmente, pero no en forma de daga o dentados. Son cónicas con una sección transversal ovalada. Su lado exterior es convexo. Faltan filos cortantes o carinas. Sus ápices son afilados y ligeramente doblados hacia adentro. Poseen un cíngulo, una cresta engrosada en la base de la corona. El primer diente es más pequeño, con una sección transversal circular. Los dientes posteriores son más largos, rectos y ampliamente espaciados. Solo están presentes en la mitad frontal de la mandíbula.
El paladar forma una placa cóncava con una pequeña cresta. Las coanas, las fosas nasales internas, son grandes y están separadas por los vómitos. Las postpalatinas fenestrae son de perfil alargado y con forma de huevo, como con Hongshanopterus. El hueso cuadrado está en ángulo a 150° con respecto al borde de la mandíbula.
La mandíbula inferior tiene una longitud preservada de 105 milímetros. Tiene diez dientes para un total de cuarenta y dos en la cabeza como un todo. Las mandíbulas inferiores tienen un proceso odontoideo hacia adelante central que apunta hacia adelante. Del hueso hioides se han conservado dos primeros ceratobranquialios, elementos delgados y alargados en forma de horquilla.

#### Postcrania

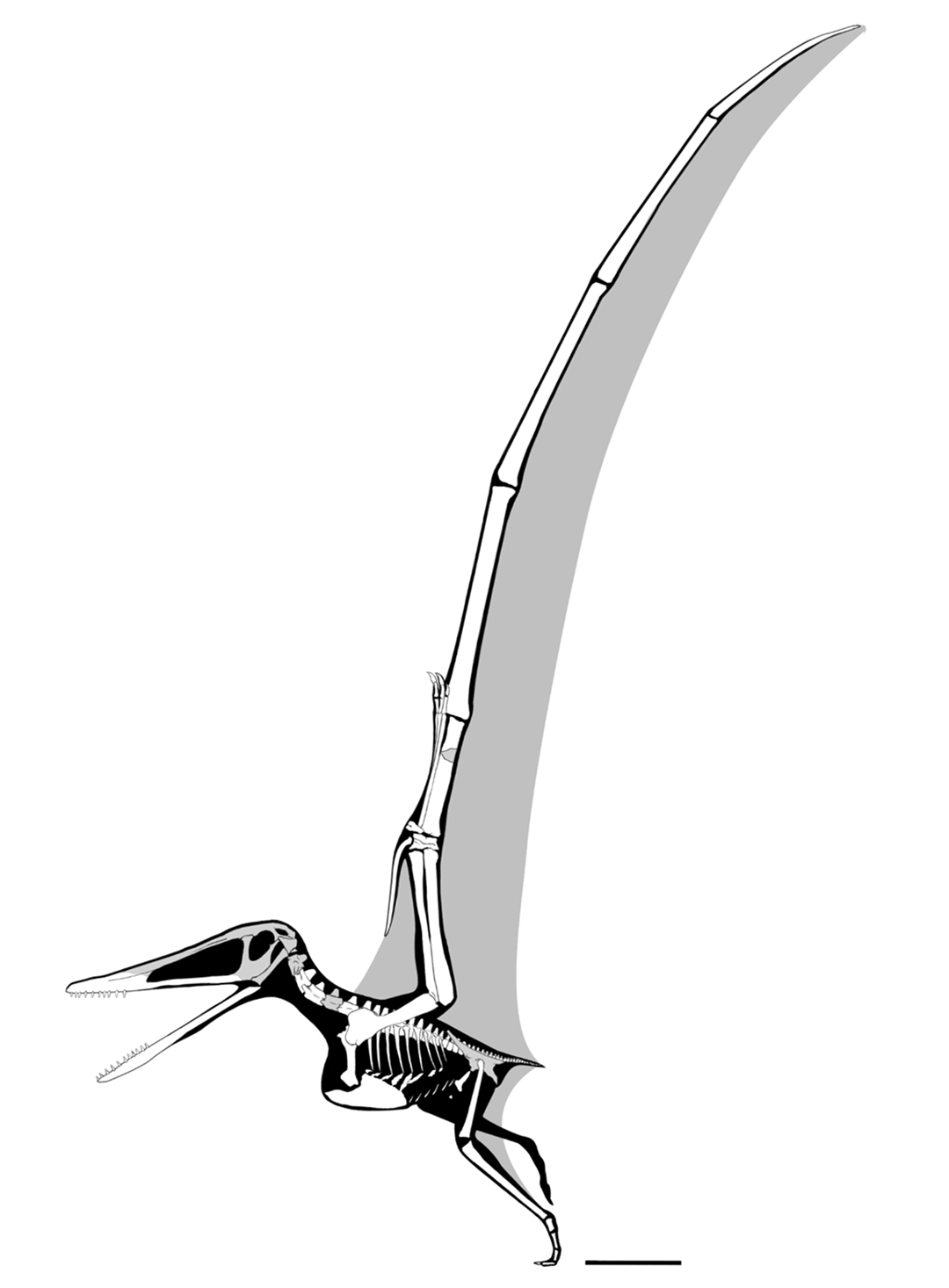
Diagrama esquelético

Las vértebras frontales de la parte posterior no están fusionadas en un notario. Se puede ver una serie de siete vértebras de la cola. Estos disminuyen rápidamente de tamaño hacia la parte trasera, lo que indica que la cola era muy corta.
El esternón es redondeado al frente. Su cristospina, cresta central en la parte inferior, es corta y profunda. El omóplato es robusto y estrecho. Es más largo que el coracoide, diferente de la condición en los istiodactílidos. La faceta coracoidea que toca el esternón es cóncava, con un proceso que se extiende hacia atrás, nuevamente diferente de la morfología istiodactílida.
Las alas son notablemente alargadas, con una baja relación de aspecto. El húmero tiene cincuenta y dos milímetros de largo. Su cresta deltopectoral tiene un distintivo borde distal recto. Esta cresta que cubre el 40% de la longitud del eje excede la proporción en todos los demás ornitoqueiroideos, excepto en los pteranodóntidos. El pteroide, el hueso que soporta la membrana del ala delantera o propatagium, es muy largo, algo más largo incluso que el húmero. Apunta claramente hacia el cuello y se articula con el sincarpo proximal; esto había sido un punto de discusión entre los investigadores. La primera y segunda falange del cuarto dedo son relativamente más largas que con los istiodactílidos. La cuarta falange está curvada hacia atrás.

## Filogenia
En 2019, Mimodactylus fue, dentro del clado Lanceodontia, colocado en los Istiodactyliformes. Más precisamente, sería un miembro de Mimodactylidae, como especie hermana de Haopterus.
El siguiente cladograma es una topología recuperada por Kellner et al. (2019). En los análisis, consideraron a Mimodactylus como el taxón hermano de Haopterus dentro de la familia Mimodactylidae, y lo colocaron dentro del grupo más inclusivo Istiodactyliformes.
|  | Haopterus    |
|  |              |
|  | Mimodactylus |
|  |              |

|                 | Nurhachius                                                     |
|                 |                                                                |
| Istiodactylinae | \| \| Istiodactylus \| \| \| \| \| \| Liaoxipterus \| \| \| \| |
|                 | \| \| Istiodactylus \| \| \| \| \| \| Liaoxipterus \| \| \| \| |
|                 | Istiodactylus                                                  |
|                 |                                                                |
|                 | Liaoxipterus                                                   |
|                 |                                                                |

|  | Istiodactylus |
|  |               |
|  | Liaoxipterus  |
|  |               |

|                 | Nurhachius                                                     |
|                 |                                                                |
| Istiodactylinae | \| \| Istiodactylus \| \| \| \| \| \| Liaoxipterus \| \| \| \| |
|                 | \| \| Istiodactylus \| \| \| \| \| \| Liaoxipterus \| \| \| \| |
|                 | Istiodactylus                                                  |
|                 |                                                                |
|                 | Liaoxipterus                                                   |
|                 |                                                                |

|  | Istiodactylus |
|  |               |
|  | Liaoxipterus  |
|  |               |

|  | Haopterus    |
|  |              |
|  | Mimodactylus |
|  |              |

|                 | Nurhachius                                                     |
|                 |                                                                |
| Istiodactylinae | \| \| Istiodactylus \| \| \| \| \| \| Liaoxipterus \| \| \| \| |
|                 | \| \| Istiodactylus \| \| \| \| \| \| Liaoxipterus \| \| \| \| |
|                 | Istiodactylus                                                  |
|                 |                                                                |
|                 | Liaoxipterus                                                   |
|                 |                                                                |

|  | Istiodactylus |
|  |               |
|  | Liaoxipterus  |
|  |               |

|                 | Nurhachius                                                     |
|                 |                                                                |
| Istiodactylinae | \| \| Istiodactylus \| \| \| \| \| \| Liaoxipterus \| \| \| \| |
|                 | \| \| Istiodactylus \| \| \| \| \| \| Liaoxipterus \| \| \| \| |
|                 | Istiodactylus                                                  |
|                 |                                                                |
|                 | Liaoxipterus                                                   |
|                 |                                                                |

|  | Istiodactylus |
|  |               |
|  | Liaoxipterus  |
|  |               |

## Paleobiología
El hábitat de Mimodactylus consistía en las islas y archipiélagos situados en la amplia meseta de tiza que se extiende desde la costa norte de la placa Afro-Arabische, en el Neotetis.
La dentición de Mimodactylus difiere de todos los demás pterosaurios conocidos. Sus cortos dientes cónicos rectos no dentados habrían sido útiles para romper los exoesqueletos de los artrópodos. Eso podría indicar que era un insectívoro, pero los insectos están ausentes de las capas de Lagerstätte. La falta de fósiles de plantas demuestra que la ubicación estaba lejos de la tierra. Sus alas alargadas no proporcionaban la maniobrabilidad necesaria para atrapar insectos voladores rápidos. Sin embargo, permitirían un vuelo estable durante el vuelo dinámico sobre la superficie del mar. El sitio es rico en fósiles de crustáceos pertenecientes al orden Decapoda. Tales criaturas parecidas a los camarones podrían haber sido sacadas de la superficie del agua por el pico ancho, de forma similar a la forma en que algunos patos, garzas y picozapatos capturan presas.